# Hajdú-Bihar (županija)
Županija Hajdú-Bihar (madžarsko Hajdú-Bihar vármegye) je županija na severu Madžarske. Upravno središče županije je Debrecen.

### Mestna okrožja
- Debrecen  (sedež županije)

### Mesta in večji kraji
- Hajdúböszörmény (32.228)
- Nádudvar (9.213)
- Tiszacsege (5.003)
- Hajdúszoboszló (23.695)
- Polgár (8.418)
- Földes (4.382)
- Balmazújváros (18.615)
- Nyíradony (7.893)
- Biharkeresztes (4.273)
- Hajdúnánás (18.185)
- Létavértes (7.218)
- Nyírábrány (3.973)
- Berettyóújfalu (16.227)
- Kaba (6.446)
- Sárrétudvari (3.049)
- Püspökladány (16.126)
- Téglás (6.338)
- Pocsaj (2.732)
- Hajdúhadház (13.001)
- Komádi (6.143)
- Bagamér (2.454)
- Hajdúsámson (10.946)
- Egyek (5.620)
- Csökmő (2.188)
- Hajdúdorog (9.595)
- Hosszúpályi (5.525)
- Derecske (9.285)